# Bahia Honda State Park
Der Bahia Honda State Park ist ein State Park im US-Bundesstaat Florida. Der 212 Hektar große Park liegt auf der Insel Bahia Honda Key, einer Insel der Florida Keys 19 Kilometer südlich von Marathon. Er liegt westlich der Seven Mile Bridge. Durch den Park führt der Overseas Highway, der U.S. Highway 1.

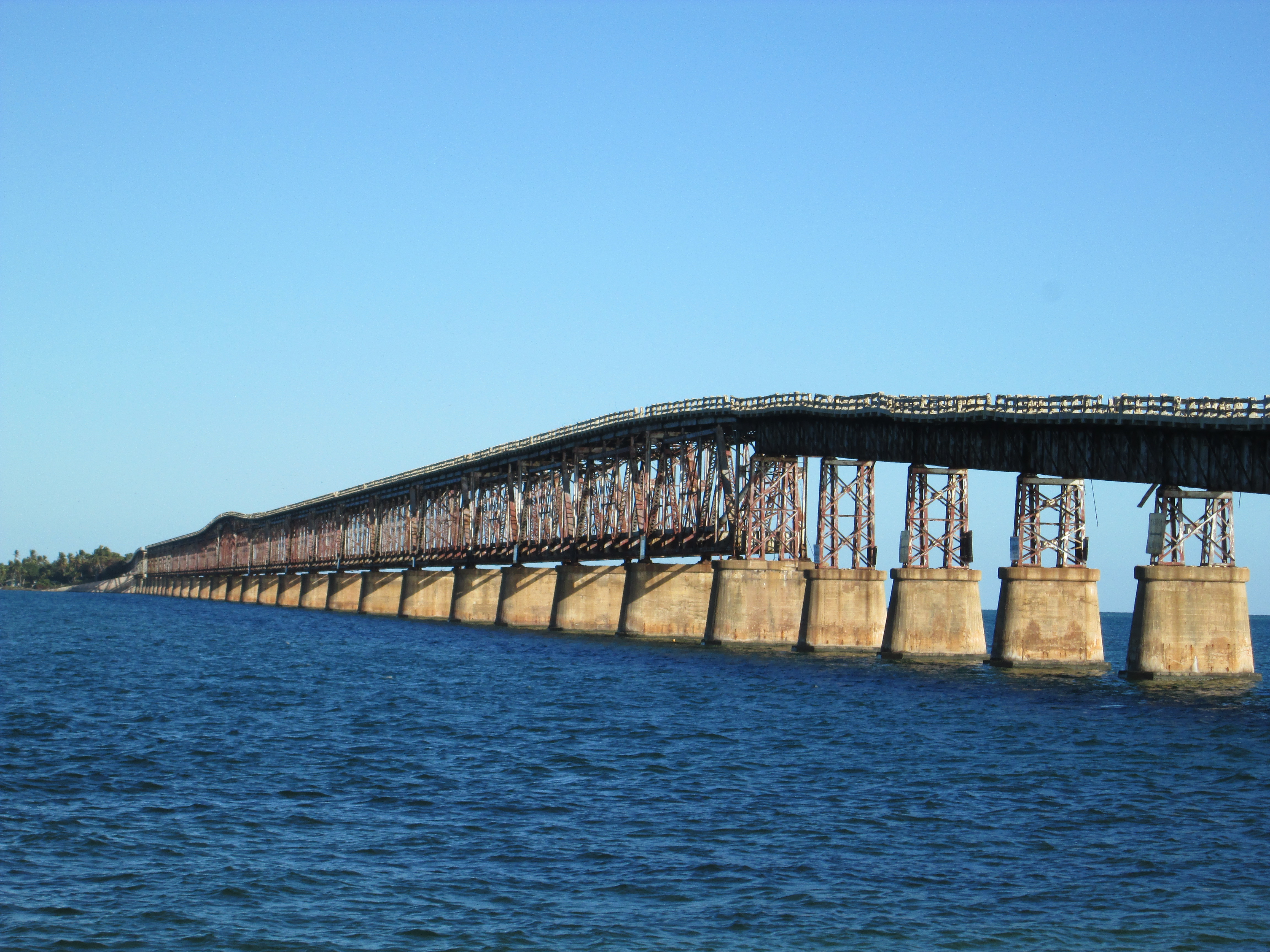
Old Bahia Honda Bridge

## Geschichte
Bahia Honda kommt aus dem spanischen und bedeutet „tiefe Bucht“. Die Insel Bahia Honda Key gehörte zur Florida East Coast Railway von Henry Morrison Flagler. Die Trasse der Eisenbahn dient heute als U.S. Highway 1. Die einst über 1,5 Kilometer lange Old Bahia Honda Bridge erinnert an Flaglers Eisenbahn, wegen des bis zu 12 Meter tiefen Wassers vor der Insel war der Bau der Brücke einer der teuersten beim Bau der Eisenbahnlinie. Nach dem Bau einer neuen Autobrücke wurde 1972 ein Teil der alten Brücke entfernt, um den Bootsverkehr zu erleichtern. Vom begehbaren Teil bietet die Brücke heute Besuchern einen Panoramablick über die Insel und die angrenzenden Gewässer.
Nach der Fertigstellung des Overseas Highway in den 1950er Jahren diente Bahia Honda Key als County Park. Trotz seiner fehlenden Infrastruktur war er ein beliebter Ausflugsort zum Picknicken und Baden. Der State Park wurde 1961 gegründet, als der Staat die ersten fünf Hektar Land auf Bahia Honda erwarb. 1992 wurden die Strände von  Stephen Leatherman alias Dr. Beach in dessen Ranking America’s Best Beaches als bester Strand der USA bezeichnet.

## Geologie
Bahia Honda liegt im Übergang zwischen den nordöstlichen Kalkinseln und den südwestlichen Koralleninseln der Florida Keys.

## Flora und Fauna

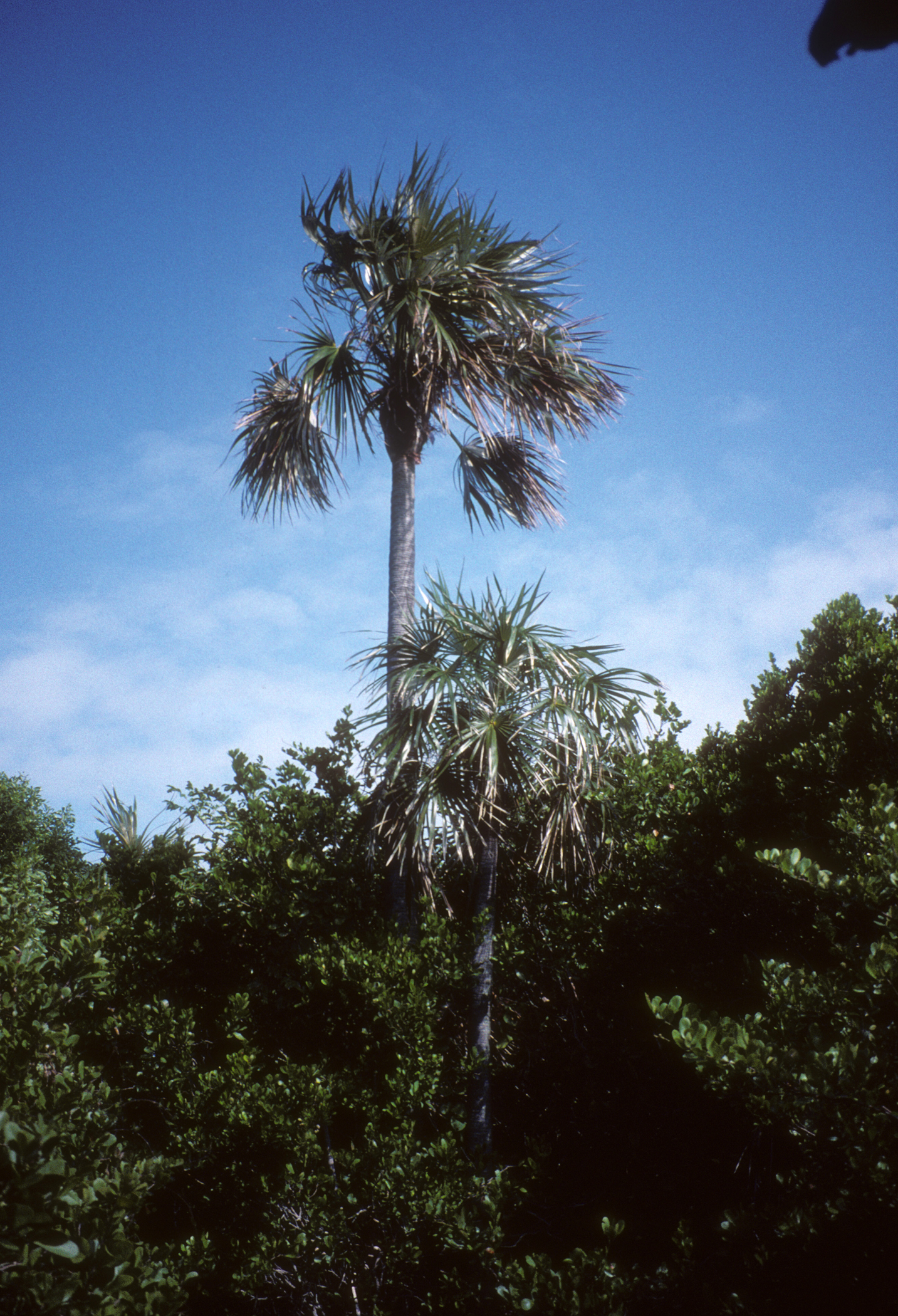
Silberpalme in Bahia Honda

Bahia Honda ist ein ausgezeichneter Ort, um Meeres- und Watvögel zu beobachten. Rosalöffler, Braune Pelikane, Blaureiher oder Steinwälzer kommen neben vielen anderen Arten vor.
Im Jahr 2000 wurden erstmals Karettschildkröten auf Bahia Honda beobachtet, die in Florida sehr selten sind, während sonst eher die Unechten Karettschildkröten auf Bahia Honda heimisch sind.
Auf Bahia Honda wurden 1999 Schmetterlinge der Miami Bläulinge, einer Bläuling-Unterart, entdeckt, die schon als ausgestorben galt.
Bahia Honda ist ein botanischer Schatz. Durch Wind, Wellen und Vögel wurden Pflanzensamen aus der Karibik auf die Insel getragen, so dass sie für die Florida Keys eine einzigartige karibische Vegetation besitzt. Der Silver Palm Trail bei Sandspur Beach führt durch den größten Bestand von Silberpalmen in den USA.

## Aktivitäten
Die Nutzung des State Parks ist gebührenpflichtig. Der Park ist bekannt für seine vier Kilometer langen weißen Sandstrände, die zu den schönsten Floridas gezählt werden:
- Calusa an der nordwestlichen Seite besitzt Sanitäranlagen mit Außenduschen und kleinen Pavillons
- Loggerhead an der Südseite der Insel hat eine große, vorgelagerte Sandbank und deshalb einen sehr seichten Strand.
- Der größte Strand ist Sandspur, er liegt am südöstlichen Ende der Insel und verfügt ebenfalls über Sanitäranlagen mit Außenduschen.

Im Park liegen drei voll ausgestattete Campingplätze, am Strand liegen einige Ferienhäuschen. Kajaks und Schnorchelausrüstung können ausgeliehen werden. Zum vorgelagerten Korallenriff werden Bootsausflüge angeboten. Angler können am Strand oder von der alten Eisenbahnbrücke angeln. Der Park verfügt über zwei Bootsrampen und einen Anlegeplatz. Durch den Park führt eine über fünf Kilometer lange Straße, auf der man den Park per Rad erkunden kann. Ranger bieten Einführungen für Naturfreunde in die Tier- und Pflanzenwelt und zur Geschichte des Overseas Highways an.